# 井口竹次郎
井口 竹次郎（いぐち たけじろう、1892年2月1日 - 1971年3月22日）は日本の実業家。大阪ガス元社長・会長。

## 来歴・人物
京都府愛宕郡修学院村（現・京都市左京区）出身。京都府立第一中学校、三高を経て、1916年 京都帝国大学工学部卒業後、三井物産へ入社。1930年に大阪瓦斯へ中途入社。その後は専務取締役を経て、1949年3月24日より片岡直方の逝去に伴い、代表取締役社長に就任。1960年より代表取締役会長に就任。
その他には日本ガス協会会長、大阪工業会会長、朝日放送取締役などを歴任し、大阪高等技術研修所設立の推進も行った。1958年に藍綬褒章、1965年に勲二等旭日重光章を受章。1971年3月22日、79歳で死去。死後、従三位に叙せられ、勲一等瑞宝章を贈られた。